# Le Fabuleux Destin d'Amélie Poulain (bande originale)
Pour les articles homonymes, voir Le Fabuleux Destin d'Amélie Poulain.
Albums de Yann Tiersen
Black Session
(1999) L'Absente
(2001)
Le Fabuleux Destin d'Amélie Poulain est la musique du film du même titre de Jean-Pierre Jeunet. La moitié des morceaux du disque proviennent des précédents albums de Yann Tiersen, deux morceaux ne sont pas de Yann Tiersen (Guilty et Si tu n'étais pas là), le reste a été composé (ou réarrangé) pour le film. La bande originale s'est vendue à plus de 1 082 400 exemplaires en France (2006).

## Liste des titres
Toutes les chansons sont écrites et composées par Yann Tiersen, sauf mention contraire.
| 1.    | J'y suis jamais allé                    | Yann Tiersen                                                                              | Rue des cascades      | 1:34 |
| 2.    | Les Jours tristes (instrumental)        | Yann Tiersen                                                                              | L'Absente             | 3:03 |
| 3.    | La Valse d'Amélie                       |                                                                                           | Bande originale       | 2:15 |
| 4.    | Comptine d'un autre été : L'Après-midi  |                                                                                           | Bande originale       | 2:20 |
| 5.    | La Noyée                                | Yann Tiersen                                                                              | Le Phare              | 2:03 |
| 6.    | L'Autre valse d'Amélie                  |                                                                                           | Bande originale       | 1:33 |
| 7.    | Guilty (en)                             | Al Bowlly (chanteur). Musique : Richard A. Whiting, Harry Akst (en) ; paroles de Gus Kahn |                       | 3:13 |
| 8.    | À quai                                  | Yann Tiersen                                                                              | L'Absente             | 3:32 |
| 9.    | Le Moulin                               |                                                                                           | Bande originale       | 4:27 |
| 10.   | Pas si simple                           | Yann Tiersen                                                                              | Rue des cascades      | 1:52 |
| 11.   | La Valse d'Amélie (version orchestrale) |                                                                                           | Bande originale       | 2:00 |
| 12.   | La Valse des vieux os                   |                                                                                           | Bande originale       | 2:20 |
| 13.   | La Dispute                              | Yann Tiersen                                                                              | Le Phare              | 4:15 |
| 14.   | Si tu n'étais pas là                    | Fréhel                                                                                    |                       | 3:29 |
| 15.   | Soir de fête                            | Yann Tiersen                                                                              | Rue des cascades      | 2:55 |
| 16.   | La Redécouverte                         |                                                                                           | Bande originale       | 1:13 |
| 17.   | Sur le fil                              | Yann Tiersen                                                                              | Le Phare              | 4:23 |
| 18.   | Le Banquet                              | Yann Tiersen                                                                              | La Valse des monstres | 1:31 |
| 19.   | La Valse d'Amélie (version piano)       |                                                                                           | Bande originale       | 2:38 |
| 20.   | La Valse des monstres                   | Yann Tiersen                                                                              | La Valse des monstres | 3:39 |
| 54:15 |                                         |                                                                                           |                       |      |

| Bonus édition limitée | Bonus édition limitée                                      | Bonus édition limitée | Bonus édition limitée | Bonus édition limitée | Bonus édition limitée | Bonus édition limitée | Bonus édition limitée | Bonus édition limitée | Bonus édition limitée |
| No                    | Titre                                                      | Auteur                | Provient de l'album   | Durée                 |                       |                       |                       |                       |                       |
| --------------------- | ---------------------------------------------------------- | --------------------- | --------------------- | --------------------- | --------------------- | --------------------- | --------------------- | --------------------- | --------------------- |
| 21.                   | L'Autre valse d'Amélie (version quatuor à cordes et piano) | Yann Tiersen          | Bande originale       | 1:43                  |                       |                       |                       |                       |                       |
| 22.                   | Les Deux pianos                                            | Yann Tiersen          | Bande originale       | 1:57                  |                       |                       |                       |                       |                       |
| 23.                   | Comptine d'un autre été : La Démarche                      | Yann Tiersen          | Bande originale       | 2:03                  |                       |                       |                       |                       |                       |
| 24.                   | La Maison                                                  | Yann Tiersen          | Bande originale       | 2:03                  |                       |                       |                       |                       |                       |
| 62:01                 |                                                            |                       |                       |                       |                       |                       |                       |                       |                       |

## Commentaires de Yann Tiersen
Quelques semaines avant la sortie du film, Yann Tiersen qui parle de sa musique, évoque notamment son travail d'illustration et sa récente collaboration avec Jean-Pierre Jeunet.

« À chaque fois que ça s’est passé c’était toujours en utilisant des morceaux que j’avais déjà. J’ai du mal à me mettre dans un truc, à vraiment illustrer des images. Je fais toujours mes morceaux d’abord et puis après j’essaie plus ou moins de les faire coller. Je ne les adapte même pas en fin de compte, ça marche ou ça ne marche pas. J’ai besoin de m’en détacher. J’ai vachement besoin de me réapproprier le truc. Je ne sais pas écrire un morceau en me disant "ça c’est pour cette scène avec la fille qui pleure", je m’en fous que la fille pleure. Je vais écrire un truc sur un moment douloureux peut-être, mais qui m’est propre, et puis ça va coller parce que ça évoque le même sentiment. La musique de film je m’en méfie vachement et je n’ai pas forcément envie de faire ça parce que... c’est moins important, même si j’aimerais bien trouver un jour un mec qui me demande de faire des trucs indépendamment, qui ne soient pas collés à l’image. J’ai fait récemment un truc pour Jeunet et c’est un peu ce qui s’est passé. Il a pris des morceaux des anciens albums et j’ai fait toute une autre partie pour le film, et comme il avait déjà calé les anciens morceaux et que ça collait super bien, je lui ai fait une série d’une quinzaine de titres, sans que les morceaux soient prévus pour telle ou telle scène, et lui il les a pris - ou pas - et il les a mis où il voulait. Ça c’est l’idéal »

.

## Commentaires
- D'autres musiques sont utilisées dans le film mais n'ont pas été proposées sur l'album de la bande-son. C'est par exemple le cas de l'Adagio pour cordes de Samuel Barber, qui est utilisée dans la séquence vidéo avec la voix off de Frédéric Mitterrand.
- Jean-Pierre Jeunet a découvert Yann Tiersen fortuitement grâce à une stagiaire du film qui écoutait une de ses cassettes lors d'un trajet en voiture[3].

## Distinctions

### Récompenses
- World Soundtrack Awards 2001 : meilleure bande originale de l'année
- César 2002 : meilleure musique
- Victoires de la musique 2002 : album de musique originale de cinéma

### Nominations
- World Soundtrack Awards 2001 : meilleur compositeur de l'année
- BAFTA Awards 2002 : Prix Anthony Asquith Award de la meilleure musique de film